# Messancy
Messancy (in lussemburghese Miezeg, in tedesco Metzig, in vallone Messanceye) è un comune sito in Vallonia, la regione francofona del Belgio, presso il confine con il Granducato di Lussemburgo e con la Francia. Esso fa parte del distretto di Arlon, nella provincia del Lussemburgo belga.

## Il comune
Il comune di Messancy si estende su una superficie di 5.243 ettari, di cui 800 ettari di boschi comunali, e comprende i seguenti paesi:
- 6782 - Bébange
- 6780 - Buvange
- 6780 - Differt
- 6782 - Guelff
- 6782 - Habergy
- 6780 - Hondelange
- 6780 - Longeau
- 6780 - Messancy
- 6781 - Sélange
- 6780 - Turpange
- 6780 - Wolkrange

## Storia
Il comune di Messancy fu fondato negli anni tra il 1276 e il 1280, e dipendeva allora dalla castellania di Longwy.
Nel 1802, la sede della Giustizia di pace del Cantone è trasferita da Bascharage a Messancy.
Fino al 1822, il comune comprende i borghi di Differt, Guerlange, Longeau e Messancy. Nel 1825, il titolo di sindaco viene sostituito da quello di borgomastro; vengono aggiunti i borghi di Sélange e Turpange, ma nel 1876 Sélange ridiventa comune autonomo.
In seguito all'unione dei comuni nel 1977, il comune di Messancy comprende a tutt'oggi i borghi di Bébange, Buvange, Differt, Guelff, Habegy, Hondelange, Longeau, Messancy, Sélange, Turpange e Wolkrange.
Il 26 ottobre 1993, Messancy adotta il proprio blasone.

## Società

### Evoluzione demografica
- 5.980 abitanti nel 1977
- 6.492 abitanti nel 1992
- 6.672 abitanti nel 1994
- 6.841 abitanti nel 1997
- 6.879 abitanti nel 1998
- 6.900 abitanti nel 1999
- 6.918 abitanti nel 2000
- 7.002 abitanti nel 2002
- 7.229 abitanti nel 2005